# The Singles (álbum)
The Singles es un álbum de Edición Especial, de la cantante española Coral Segovia, en el cual incluye los sencillos y remixes lanzados entre 2012 – 2013 durante su etapa con el productor Juan Belmonte. Este álbum se lanzó el 15 de noviembre de 2015 bajo el sello Juan Belmonte Music S.L. 

## Grabación y Producción
A mediados del 2012, la cantante firmó con la discográfica JB Music, para poner en marcha la producción de un nuevo proyecto musical, esta vez de la mano de Juan Belmonte, con quien ya había trabajado en su primer disco “Coral” en 2002. Este nuevo proyecto incluía el lanzamiento de 5 singles, todos de estilo Pop-Dance, 3 de ellos inéditos y 2 covers.
Se tomó esta decisión, a manera de ir sumando repertorio y así, en un futuro, poder lanzar un nuevo álbum. A este proyecto se sumó el músico y compositor Jamie Summers, Fernando Álvarez en la masterización y el DJ Danny Oton quién realizó el diseño, arte y remezclas de cada tema.
La sesión de fotos y videoclips fueron realizados por Juan Belmonte. También colaboraron: Tamara Teso en la Peluquería, Rocío Fernández en Maquillaje y Gemma Campillo en la producción.

## Promoción y Lanzamiento
El primer single que se lanzó fue “No te rindas”, lanzado en mayo de 2012, cuyo videoclip fue rodado en Madrid y dirigido por Juan Marrero, alcanzando el n.º 1 en iTunes España. Ese mes la artista se presentó en varios programas de televisión como: Satisfashion, Iberoamérica TV, La Caja de Música…entre otros.
El 2 sencillo fue “Si tú eres mi Hombre y yo tu Mujer”, cover de Jennifer Rush, cuyo videoclip fue dirigido por Juan Belmonte. Estos temas fueron interpretados en diferentes Galas de la ciudad española como: Orgullo LGTB en Madrid y en el Pride de Barcelona.
Para 2013, la cantante lanza 3 sencillos más: “Encontré Un Amor”, “Perdóname” de Camilo Sesto, y "Templario", este último también contó con un videoclip dirigido nuevamente por Juan Belmonte y fue interpretado en la Sala Galileo – Galilei de Madrid, en la Gala Drag Queen de 2014 y en la Gala de Premios IMAS TV, donde además la cantante recibió el premio al artista “Revelación Del Año”.
Con el lanzamiento de “Templario” la cantante pone fin a su contrato con Juan Belmonte.

## Lista de Canciones
| #   | Título | Duración |
| --- | --- | -------- |
| 01. | No Te Rindas • Música: Juan Belmonte, Coral Segovia • Letra: Juan Belmonte, Coral Segovia                                                     | 4:29     |
| 02. | Si Tú Eres Mi Hombre Y Yo Tú Mujer • Música: Candy De Rouge, Gunther Mende, Jennifer Rush • Letra: Luis Gómez Escolar                         | 3:33     |
| 03. | Encontré Un Amor • Música: Juan Belmonte • Letra: Juan Belmonte                                                                               | 4:05     |
| 04. | Perdóname • Músic: Camilo Sesto • Letra: Camilo Sesto                                                                                         | 4:05     |
| 05. | Templario • Música: Juan Belmonte, Coral Segovia • Letra: Juan Belmonte, Coral Segovia                                                        | 4:45     |
| 06. | Encontré Un Amor (Ballad Version) • Música: Juan Belmonte • Letra: Juan Belmonte                                                              | 5:02     |
| 07. | Perdóname (Extended Guilty Pleasure Version) • Música: Camilo Sesto • Letra: Camilo Sesto                                                     | 6:07     |
| 08. | No Te Rindas (Juan Belmonte Remix) • Música: Juan Belmonte, Coral Segovia • Letra: Juan Belmonte, Coral Segovia                               | 4:39     |
| 09. | No Te Rindas (Juan Belmonte Club Mix) • Música: Juan Belmonte, Coral Segovia • Letra: Juan Belmonte, Coral Segovia                            | 6:37     |
| 10. | No Te Rindas (Danny Oton Radio Edit) • Música: Juan Belmonte, Coral Segovia • Letra: Juan Belmonte, Coral Segovia                             | 3:35     |
| 11. | Si Tú Eres Mi Hombre Y Yo Tú Mujer (Danny Oton Radio Edit) • Música: Candy De Rouge, Gunther Mende, Jennifer Rush • Letra: Luis Gómez Escolar | 3:09     |
| 12. | Encontré Un Amor (Danny Oton Radio Edit) • Música: Juan Belmonte • Letra: Juan Belmonte                                                       | 3:48     |
| 13. | Encontré Un Amor (Juan Belmonte Hands Up Mashup) • Música: Juan Belmonte • Letra: Juan Belmonte                                               | 4:44     |
| 14. | Templario (Jose Spinnin Cortes' Epic Club Mix) • Música: Juan Belmonte, Coral Segovia • Letra: Juan Belmonte, Coral Segovia                   | 7:37     |

## Sencillos Promocionales
| Título                               | Año  |
| ------------------------------------ | ---- |
| "No Te Rindas"                       | 2012 |
| "Si Tú eres mi Hombre y yo tu Mujer" | 2012 |
| "Encontré Un Amor"                   | 2013 |
| "Perdóname"                          | 2013 |
| "Templario"                          | 2013 |

## Videos musicales
- "No Te Rindas"
- "Si Tú eres mi hombre y yo tu Mujer"
- "Templario"

## Giras acústicas
| Fecha            | Lugar          | País   |
| ---------------- | -------------- | ------ |
| 6 de julio       | Sala Búho Real | España |
| 14 de septiembre | Sala Búho Real | España |

## Personal
Una producción de Juan Belmonte & Danny Oton.
- Acoustic Guitar – Jaime Summers (tracks: 6)
- Arranged By, Mixed By, Programmed By – Juan Belmonte (tracks: 1,2,3,4,5,6,7,8,9,13)
- Lead Vocals, Backing Vocals – Coral Segovia
- Mastered By – Fernando Álvarez
- Piano – Juan Sinmiedo (tracks: 5)
- Producer – Juan Belmonte
- Remix – Danny Oton (tracks: 10,11,12), Juan Belmonte (tracks: 8,9,13)
- Remix, Co-producer – Jose Spinnin Cortes (tracks: 14)
- Written By – Camilo Sesto (tracks: 4,7), Candy De Rouge (tracks: 2,11), Coral Segovia (tracks: 1,5,8,9,10,14), Gunther Mende (tracks: 2,11), Jennifer Rush (tracks: 2,11), Juan Belmonte (tracks: 1,3,5,6,8,9,10,12,13,14), Luis Gómez Escolar (tracks: 2,11)
- Fotos de portada y contraportada: Andrés Jiménez
- Foto contraportada del libreto: Blanco Y Belmonte Tocados
- Maquillaje y estilismo: Blanco Y Belmonte Tocados
- Fotos galleta CD, interior libreto y bandeja: Juan Belmonte
- Vestuario: Tocado Y Hundido Corsets
- Maquillaje y peluquería: Mariví Cabestrero
- Logo y concepto gráfico de Coral Segovia: Danny Oton
- Diseño de esta edición: Juan Belmonte